# Comtat de Canadian
El Comtat de Canadian (en anglès: Canadian County) és un comtat localitzat al centre de l'estat estatunidenc d'Oklahoma. Pren el seu nom del riu Canadian. Segons dades del cens del 2010, el comtat té 115.541 habitants, el qual és una pujada del 31,8% respecte dels 87.697 habitants registrats en el cens del 2000; és localitzat a l'àrea metropolitana d'Oklahoma City. La seu de comtat és El Reno i la municipalitat més poblada és Oklahoma City. El comtat va ser incorporat el 1901.

## Geografia
Segons l'Oficina del Cens dels Estats Units, el comtat té una àrea total de 2.343,9 quilòmetres quadrats, dels quals 2.331,0 quilòmetres quadrats són terra i 12,9 quilòmetres quadrats (0,60%) són aigua.

### Comtats adjacents
|  |  |  |
|  |  |  |
|  |  |  |

## Infraestructures de transport

### Autovies principals
| - Interstate 40 - U.S. Route 81 - U.S. Route 270 - U.S. Route 281 | - State Highway 3 - State Highway 4 - State Highway 8 - State Highway 37 - State Highway 66 |

### Aeroports
- Clarence E. Page Municipal Airport, un aeroport localitzat a 28 quilòmetres a l'oest del central business district d'Oklahoma City.[7]
- Sundance Airpark, un aeroport localitzat a 20 quilòmetres al nord-oest del central business district d'Oklahoma City.[8]

## Demografia

### 2000

Piràmide de població del Comtat de Canadian (2000)

Segons el cens del 2000, hi havia 87.697 habitants, 31.484 llars i 24.431 famílies residint en el comtat. La densitat de població era d'unes 38 persones per quilòmetre quadrat. Hi havia 33.969 cases en una densitat d'unes 15 per quilòmetre quadrat. La composició racial del comtat era d'un 87,01% blancs, un 2,16% negres o afroamericans, un 4,27% natius americans, un 2,45% asiàtics, un 0,05% illencs pacífics, un 1,35% d'altres races i un 2,72% de dos o més races. Un 3,86% de la població eren hispànics o llatinoamericans de qualsevol raça.
Hi havia 31.484 llars de les quals un 39,80% tenien menors d'edat vivint-hi, un 64,30% eren parelles casades vivint juntes, un 9,70% tenien una dona com a cap de la llar sense cap marit present i un 22,40% no eren famílies. Un 19,20% de totes les llars estaven compostes per individuals i un 7,10% tenien algú vivint-hi major de 64 anys. La mitjana de mida de llar en el comtat era de 2,71 persones i de família era de 3,10 persones.
Pel comtat la població s'estenia en un 28,00% menors de 18 anys, un 8,20% de 18 a 24 anys, un 30,70% de 25 a 44 anys, un 23,50% de 45 a 64 anys i un 9,50% majors de 64 anys. L'edat mediana era de 35 anys. per cada 100 dones hi havia 99,40 homes. Per cada 100 dones majors de 17 anys hi havia 97,70 homes.
L'ingrés anual de mediana per a cada llar en el comtat era de 45.439 $ i l'ingrés anual de mediana per a cada família era de 51.180 $. Els homes tenien un ingrés anual de mediana de 35.944 $ mentre que les dones en tenien de 24.631 $. La renda per capita del comtat era de 19.691 $. Un 5,80% de les famílies i un 7,90% de la població vivien per sota del llindar de la pobresa, incloent-hi dels quals un 9,70% menors de 18 anys i un 7,20% majors de 64 anys.

### 2010
El cens dels Estats Units del 2010 va informar que el Comtat de Canadian tenia 115.541 habitants. La composició racial del Comtat de Canadian era de 96.058 (83,1%) blancs, 2.933 (2,5%) negres o afroamericans, 5.549 (4,8%) natius americans, 3.483 (3,0%) asiàtics, 70 (0,1%) illencs pacífics, 2.696 (2,3%) d'altres races i 4.752 (4,1%) de dos o més races. Hispànics i llatinoamericans de qualsevol raça formaven un 6,7% (7.794 habitants) de la població.
| Població segons el cens dels Estats Units del 2010 | Població segons el cens dels Estats Units del 2010 | Població segons el cens dels Estats Units del 2010 | Població segons el cens dels Estats Units del 2010 | Població segons el cens dels Estats Units del 2010 | Població segons el cens dels Estats Units del 2010 | Població segons el cens dels Estats Units del 2010 | Població segons el cens dels Estats Units del 2010 | Població segons el cens dels Estats Units del 2010 | Població segons el cens dels Estats Units del 2010 |
| El comtat                                          | Població total                                     | Blancs                                             | Afroamericans                                      | Natius americans                                   | Asiàtics                                           | Illencs pacífics                                   | Altres races                                       | Dos o més races                                    | Hispànics o llatinoamericans (de qualsevol raça)   |
| -------------------------------------------------- | -------------------------------------------------- | -------------------------------------------------- | -------------------------------------------------- | -------------------------------------------------- | -------------------------------------------------- | -------------------------------------------------- | -------------------------------------------------- | -------------------------------------------------- | -------------------------------------------------- |
| Comtat de Canadian                                 | 115.541                                            | 96.058                                             | 2.933                                              | 5.549                                              | 3.483                                              | 70                                                 | 2.696                                              | 4.752                                              | 7.794                                              |
| Ciutats incorporades                               | Població total                                     | Blancs                                             | Afroamericans                                      | Natius americans                                   | Asiàtics                                           | Illencs pacífics                                   | Altres races                                       | Dos o més races                                    | Hispànics o llatinoamericans (de qualsevol raça)   |
| El Reno                                            | 16.749                                             | 12.025                                             | 1.209                                              | 1.860                                              | 87                                                 | 9                                                  | 775                                                | 784                                                | 2.156                                              |
| Geary                                              | 1.280                                              | 801                                                | 19                                                 | 321                                                | 0                                                  | 0                                                  | 57                                                 | 82                                                 | 122                                                |
| Mustang                                            | 17.395                                             | 15.371                                             | 166                                                | 674                                                | 160                                                | 8                                                  | 308                                                | 708                                                | 1.054                                              |
| Oklahoma City                                      | 579.999                                            | 363.646                                            | 87.354                                             | 20.533                                             | 23.310                                             | 586                                                | 54.593                                             | 29.977                                             | 100.038                                            |
| Piedmont                                           | 5.720                                              | 5.130                                              | 56                                                 | 193                                                | 39                                                 | 1                                                  | 91                                                 | 210                                                | 275                                                |
| Yukon                                              | 22.709                                             | 19.940                                             | 279                                                | 838                                                | 455                                                | 19                                                 | 337                                                | 841                                                | 1.114                                              |
| Pobles                                             | Població total                                     | Blancs                                             | Afroamericans                                      | Natius americans                                   | Asiàtics                                           | Illencs pacífics                                   | Altres races                                       | Dos o més races                                    | Hispànics o llatinoamericans (de qualsevol raça)   |
| Calumet                                            | 507                                                | 400                                                | 0                                                  | 69                                                 | 2                                                  | 0                                                  | 12                                                 | 24                                                 | 20                                                 |
| Okarche                                            | 1.215                                              | 1.128                                              | 7                                                  | 28                                                 | 0                                                  | 0                                                  | 28                                                 | 24                                                 | 66                                                 |
| Union City                                         | 1.645                                              | 1.379                                              | 74                                                 | 79                                                 | 8                                                  | 0                                                  | 21                                                 | 84                                                 | 76                                                 |

### Llengües parlades
Segons dades del 2005 de la Modern Language Association, un total de setze llengües tenien més de 20 parlants al Comtat de Canadian; les llengües maternes eren les següents.